# Adriana (género)
Adriana es un género con dos especies de arbustos perteneciente a la familia Euphorbiaceae. Es originario de Australia.
Es el único género de la subtribu Adrianinae.

## Taxonomía
El género fue descrito por Charles Gaudichaud-Beaupré y publicado en Annales des Sciences Naturelles (Paris) 5: 223. 1825. La especie tipo es: Adriana tomentosa Gaudich. = Adriana urticoides (A.Cunn.) Guymer ex P.I.Forst	

## Especies aceptadas
A continuación se brinda un listado de las especies del género Adriana (género) aceptadas hasta octubre de 2012, ordenadas alfabéticamente. Para cada una se indica el nombre binomial seguido del autor, abreviado según las convenciones y usos. 
- Adriana quadripartita (Labill.) Gaudich.
- Adriana urticoides (A.Cunn.) Guymer ex P.I.Forst